# Fasanvej (metropolitana di Copenaghen)
Fasanvej è una stazione della linea 1 e della linea 2 della Metropolitana di Copenaghen.
La stazione fu inaugurata nel 2003 in sotterranea, fino al 2006 il nome della stazione era Solbjerg.
La stazione di Solbjerg era principalmente stazione dei treni della S-tog, ed era in superficie. Con la costruzione della nuova linea metropolitana la stazione venne spostata leggermente e divenne sotterranea.